# Kintzheim
Kintzheim es una localidad y comuna francesa, situada en el departamento de Bajo Rin en la región de Alsacia.
Situada a proximidad del Castillo de Haut-Koenigsbourg, la comuna es conocida localmente por albergar un parque de rapaces en la zona de la Montagne des Singes, donde también se encuentra una reserva de primates.
Es también uno de los centros de producción vinícolas de la ruta de los vinos de Alsacia.
| 1107 | 1333 | 1486 | 1479 | 1449 | 1493 |
| Para los censos de 1962 a 1999 la población legal corresponde a la población sin duplicidades (Fuente: INSEE [Consultar]) |      |      |      |      |      |